# Wyoming (teritoriu SUA)

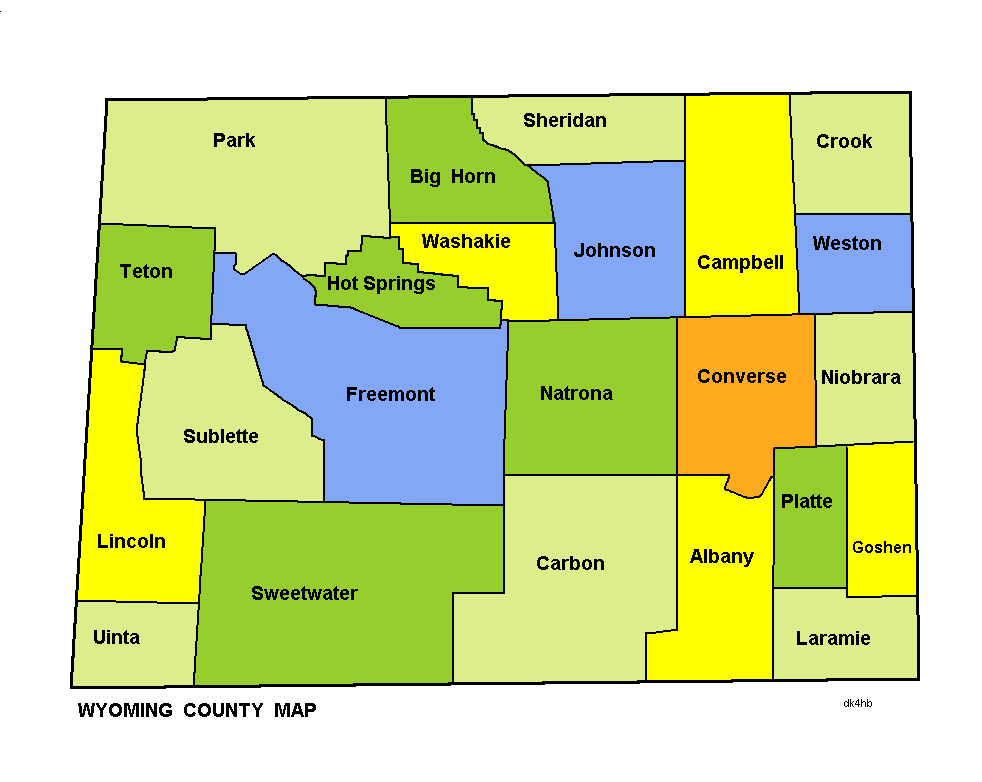
Hartă prezentând toate comitatele de astăzi ale statului Wyoming, unicul stat al SUA constituit dintr-un teritoriu al cărui suprafață a coincis mereu cu cea a teritoriului omonim.

Teritoriul Wyoming, conform originalului, [the] Wyoming Territory, este un teritoriu organizat istoric al Statelor Unite ale Americii existent între 1868 și până la admisia sa în Uniune în 1890.  Orașul Cheyenne era capitala teritoriului.  Limitele Wyoming Territory au fost identice cu cele ale statului contemporan Wyoming. 
Teritoriul a fost formal organizat printr-un Act al Congress-ului Statelor Unite la 25 iulie 1868.  La momentul formării sale a fost constituit din pământ primit de la teritoriile Dakota, Idaho și Utah.  A fost admis în Uniune ca cel de-al 44-lea stat al acesteia la la 10 iulie 1890.

## Organizarea pre-teritorială
Din cauza localizării Wyoming-ului la intersecția multiplă a limitelor suprafețelor generate de Louisiana Purchase, Oregon Country și Mexican Cession, pământul pe care se găsește astăzi statul Wyoming are o relație și o istorie teritorială complicată. 
Diferite porțiuni ale teritoriului care ulterior au căzut sub jurisdicția teritoriului și apoi statului Wyoming fuseseră la diferite momente în timp asociate cu teritoriile Washington, Oregon, Idaho, Dakota, Nebraska și Utah, iar înainte de expansiunea Statelor Unite spre vestul continentului american aparținuseră pe rând statelor independente și suverane Marea Britanie, Franța, Spania, Mexic și Republicii Texas. 

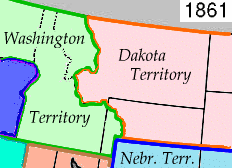
Partea nordică a Rocky Mountains după formarea Dakota Territory din Nebraska Territory în 1861.

Partea Teritoriului Wyoming aflată la est de cumpăna apelor (în engleză, continental divide) a fost cumpărată de către Statele Unite de la Franța, în 1803, prin actul de cumpărare cunoscut în istorie ca Louisiana Purchase, fiind apoi organizată în Nebraska Territory în anul 1854.  În 1861, jumătatea nordică a Teritoriului Nebraska, incluzând porțiunea nord-estică a viitorului Wyoming Territory, a devenit parte a Dakota Territory, în timp ce partea sud-estică a rămas inclusă în Teritoriul Nebraska, formând ceea ce a devenit cunoscut ca Nebraska "panhandle" ("mânerul de tigae al Nebraskăi"), incluzând așezământul (pe atunci) Cheyenne.  În 1863, Idaho Territory a fost format incluzând în întregime statele de astăzi Idaho și Montana și aproape întregul stat Wyoming de astăzi. 

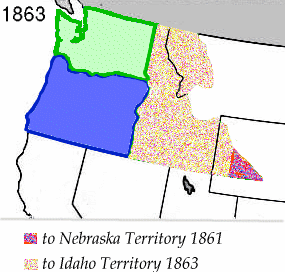
Divizările din 1861 și 1863 ale Teritoriului Washington.

Partea din Wyoming Territory care se afla la vest de cumpăna continentală a apelor  și la nord față de paralela a 42-a a fost original parte a Oregon Country, care fusese organizată în Oregon Territory în 1848.  În 1859, data intrării teritoriului Oregon în Uniune, având prezentele limite geografice, zona a devenit parte a Washington Territory (deși partea sa estică a fost alipită de Nebraska Territory în 1854.  Suprafeței Idaho Territory i s-a adăugat această porțiune în 1863. 

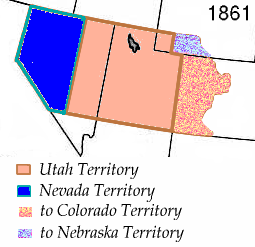
Partajarea din 1861 a Utah Territory.

Colțul sud-vestic a ceea ce urma să devină Wyoming Territory, la sud de paralela 42 nordică, a devenit parte a Statelor Unite prin actul numit Mexican Cession în 1848.  O anumită parte a zonei sale estice a fost pretinsă de statul independent the Republic of Texas, precursor al viitorului stat al Statelor Unite Texas.  În 1851, porțiunea aflată la vest de Continental Divide a fost atribuită Utah Territory, iar ulterior, datorită organizării Colorado Territory în 1861, cea mai mare parte a sa a fost transferată către Nebraska Territory și apoi încorporată în Idaho Territory în 1863.  În sfărșit, o mică parte a unui colț din Wyoming a rămas parte a Utah până la crearea Teritoriului Wyoming în 1868. 

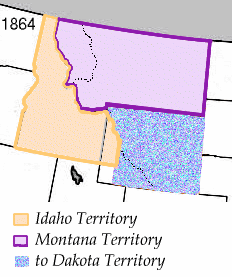
Partajarea din 1864 a Idaho Territory.

În 1864, odată cu formarea Montana Territory, porțiunea sud-estică a Teritoriului Idaho (adică ce mai mare parte a statului de azi Wyoming) a devenit pentru o scurtă perioadă de timp parte a Dakota Territory pentru a doua oară.  Oricum, o suprafață de forma unei benzi subțiri de-a lungul graniții vestice a ceea ce urma să devină statul Wyoming a rămas parte a Teritoriului Idaho. 